# Felice Romani
Felice Romani, italijanski pesnik in libretist, * 31. januar 1788, Genova, Italija, † 28. januar 1865, Moneglia (Ligurija) Italija.
Romani velja za najodličnejšega pisca opernih besedil med Metastasijem in Arrigom Boitom. Napisal je okoli sto libretov. V svoja besedila je rad vključeval zgodovinske dogodke in mitologijo, kot občudovalec francoske literature pa je posegal tudi po besedilih francoskih avtorjev (npr. Victor Hugo).
Bil je »hišni libretist« milanske Scale. Najboljše se je ujel v tandemu z Bellinijem, ki je njuno sodelovanje označil s povedjo: »Daj mi dobrih verzov in sam ti bom dal dobre glasbe«.

## Libreta (izbor)
uglasbil Giuseppe Verdi
- En dan kraljevanja

uglasbil Gioacchino Rossini
- Turek v Italiji
- Bianca in Falliero

uglasbil Gaetano Donizetti
- Lucrezia Borgia
- Anna Bolena
- Ljubavni napoj

uglasbil Vincenzo Bellini
- Morski razbojnik
- Tujka
- Zaira
- Capuleti in Montegi
- Mesečnica
- Norma
- Beatrice di Tenda